# Adelphicos
Adelphicos este un gen de șerpi din familia Colubridae.

Cladograma conform Catalogue of Life:
| Adelphicos | \| \| Adelphicos daryi \| \| \| \| \| \| Adelphicos ibarrorum \| \| \| \| \| \| Adelphicos latifasciatus \| \| \| \| \| \| Adelphicos nigrilatum \| \| \| \| \| \| Adelphicos quadrivirgatus \| \| \| \| \| \| Adelphicos veraepacis \| \| \| \| |
|            | \| \| Adelphicos daryi \| \| \| \| \| \| Adelphicos ibarrorum \| \| \| \| \| \| Adelphicos latifasciatus \| \| \| \| \| \| Adelphicos nigrilatum \| \| \| \| \| \| Adelphicos quadrivirgatus \| \| \| \| \| \| Adelphicos veraepacis \| \| \| \| |
|            | Adelphicos daryi |
|            | |
|            | Adelphicos ibarrorum |
|            | |
|            | Adelphicos latifasciatus |
|            | |
|            | Adelphicos nigrilatum |
|            | |
|            | Adelphicos quadrivirgatus |
|            | |
|            | Adelphicos veraepacis |
|            | |